# Khemis Sidi Yahya
Khemis Sidi Yahya  (in arabo خميس سيدي يحيى‎?) è un centro abitato e comune rurale del Marocco situato nella provincia di Khémisset, regione di Rabat-Salé-Kénitra. Conta una popolazione di 6 673 abitanti (censimento 2014).